# Ferrara di Monte Baldo
Ferrara di Monte Baldo är en ort och kommun i provinsen Verona i regionen Veneto i Italien. Kommunen hade 275 invånare (2018).